# 蘆山佛圖寺
蘆山佛圖寺位於四川省雅安市蘆山縣，文物遺址年代判定為元代、明代、清代。2007年6月1日公佈為四川省第七批文物保護單位。
包括兩處原址文物佛圖山摩崖造像；佛圖寺塔及四處被遷建的文物點：蘆山關帝廟；蘆山白塔寺大殿；蘆山觀音堂；蘆山廣福寺大殿